# Iorix le grand
Iorix le grand est un album de bande dessinée de Jacques Martin, paru en 1972. Il fait partie de la série Alix, qui se déroule durant l'Antiquité romaine.

## Synopsis
L'histoire se déroule après la défaite et la mort de Crassus contre les Parthes. Après cette bataille, une troupe de mercenaires gaulois ayant combattu aux côtés des romains cherche à regagner la Gaule. Les légionnaires gaulois transportent avec eux l'or que les Parthes leur ont donné pour quitter la région. Arrivés à Istrus en Thrace, ils sont rejoints par Alix, que le proconsul Drufus Septer a fait venir pour qu'il ramène ces soldats chez eux. Alix hésite, mais finit par accepter. Pour fêter leur départ, un grand banquet est organisé. 
La troupe, dirigée conjointement par Alix, Iorus et Hortalus, se met en marche, mais des Romains (menés par Gaius Murena) ont eu vent des richesses transportées par les Gaulois, et s'allient à une tribu barbare pour s'en emparer. 
En chemin, l'hostilité grandit entre Iorus et Alix. Ariela, une jeune femme convoitée par Iorus, préfère la compagnie d'Alix, ce qui rend jaloux le commandant gaulois. D'autre part, Alix se montre de plus en plus critique envers les ordres et l'attitude de Iorus, notamment lorsqu'il pousse ses hommes à bout de force, provoquant un accident. 
Les troupes gauloises sont attaquées par des barbares et durant la bataille, Hortalus est tué. Iorus décide de l'enterrer derrière une chute d'eau, afin de lui offrir une sépulture inviolable. La troupe se remet en marche : Iorus commande l'avant des troupes tandis qu'Alix est chargé de l'arrière-garde. En dépit de leurs différends, les deux se mettent d'accord pour aller livrer l'or aux romains, afin de se débarrasser de cette menace. Cette décision est difficilement acceptée par les soldats gaulois, dont Valerus, l'écuyer d'Alix que Iorus mutile en le frappant au visage. Iorus nargue ensuite les Romains en jetant l'or des Parthes au pied du camp romain, que ces derniers s'empressent de récupérer.  
Un campement barbare se trouve sur le chemin des Gaulois : Alix est d'avis de parlementer, mais Iorus décide d'attaquer le camp par surprise pour s'emparer des fourrures et des provisions des barbares. Iorus élimine la plupart des combattants ennemis en les faisant tomber d'une falaise, et vainc le reste des barbares. Durant le combat, Enak est gravement blessé et Alix est scandalisé de cette attaque. La rupture est consommée entre les deux hommes. 
Iorus prend le commandement des troupes et se retrouve seul chef, tandis qu'Alix reste au chevet d'Enak, avec Ariela. Petit à petit, la discipline se relâche, et les légionnaires reprennent l'aspect de guerriers gaulois. Iorus change de nom et devient Iorix, et décide de devenir roi. En l'apprenant, Alix défie ouvertement Iorix et les deux hommes se battent en duel devant les soldats venus fêter leur nouveau monarque. Fou de jalousie, Iorix humilie Ariela en public, mais laisse Alix repartir. Le convoi reprend sa route après cet incident et finit par arriver en Gaule. Iorix donne l'assaut à un aqueduc romain afin de traverser un fleuve. Alix tombe à l'eau accidentellement et, voulant plaire à Ariela, Iorix plonge pour le sauver. 
La troupe arrive près d'une cité gallo-romaine. S'étant vu refuser l'entrée, Iorix lance ses hommes à l'assaut de la ville, mais pour la première fois, ses hommes refusent de le suivre. Iorix défie alors Alix en combat singulier, puis perdant l'avantage, il harangue ses soldats. Valerus, qui en veut personnellement à Iorix pour l'avoir mutilé, convainc les soldats de ne plus suivre leur chef qui abuse de son pouvoir. Iorix tue alors Valerus, mais en représailles, les soldats gaulois le tuent à coup de pierres. Alors que les Gaulois repartent, Alix, Enak et Ariela vont à la rencontre des habitants de la ville. 

### Documentation
- Jacques Martin et Claude Le Gallo, « Iorix », Phénix, no 21,‎ 1972, p. 55.